# Hong Kong connection (película)
Hong Kong connection (chino: 鱷魚頭黑煞星 - E yu tou hei sha xing) es una película hongkonesa de acción, drama y crimen de 1978, dirigida por Tso Nam Lee, escrita por Hsin-Yi Chang y Po Sheng Lu, musicalizada por Anders Nelsson, en la fotografía estuvo Yan-Chien Chuang y los protagonistas son Jim Kelly, Norman Wingrove y Bolo Yeung, entre otros. El filme fue realizado por First Films y se estrenó el 27 de julio de 1978.

## Sinopsis
Un investigador de seguros de Estados Unidos se dirige hacia Hong Kong, tiene que encontrar un famoso diamante que fue robado por una agrupación criminal del lugar.